# 갈마역 (원산)
갈마역(葛麻驛)은 강원도 원산시에 있는 강원선의 철도역이다. 근처에 국도 제7호선이 관통한다. 
대전에 있는 철도역은 똑같은데 전혀 다른역이다.